# 槍騎兵

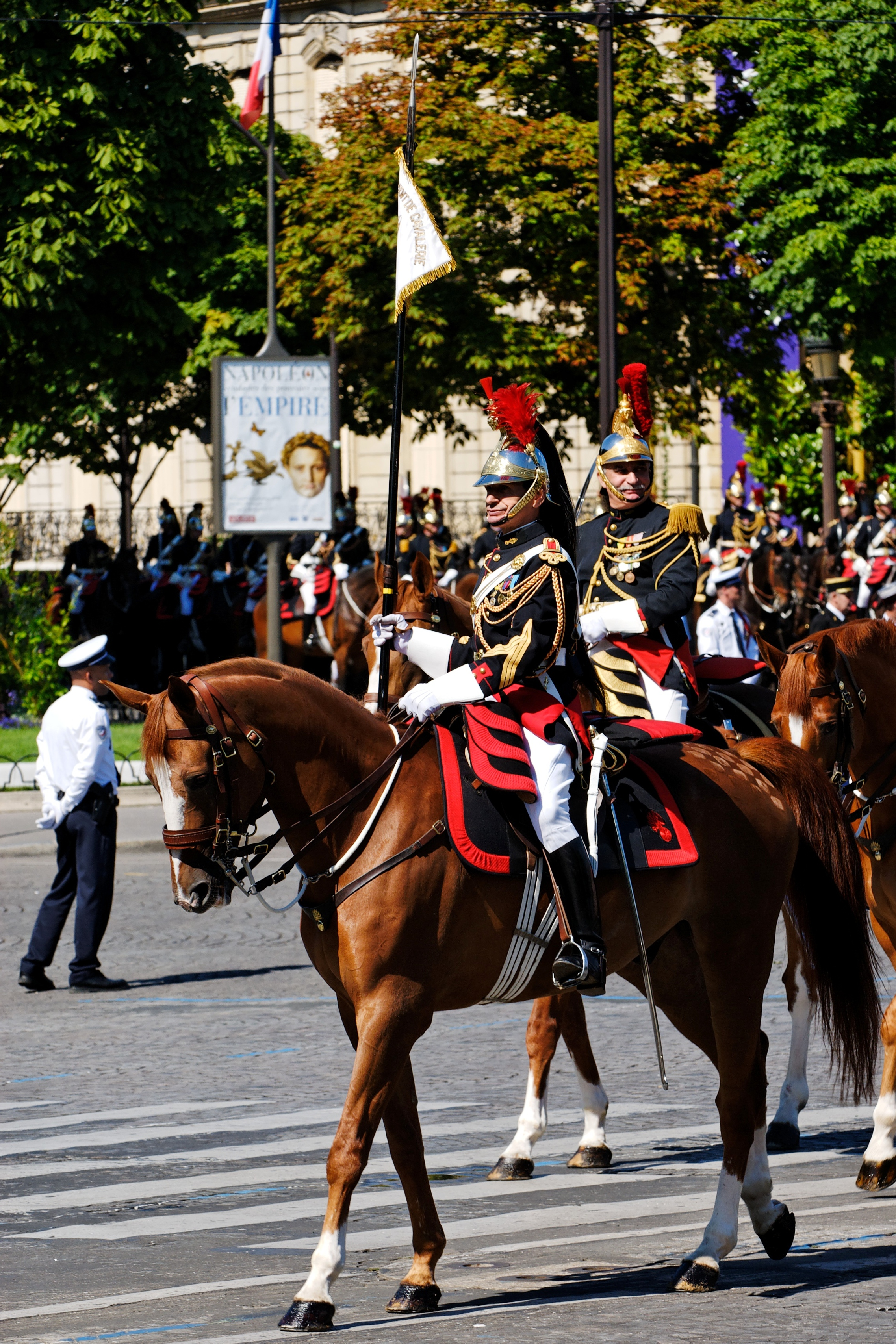
参加巴士底日阅兵式的法国共和国卫队

槍騎兵（英語：Lancer）是以槍、矛或騎槍（Lance）作為武器的騎兵。早在公元前700年，亞述人即在戰爭中使用長矛作為武器，後來希臘、馬其頓、波斯、高盧、中國和羅馬也陸續發展出槍騎兵。在中世紀文藝復興時期，更是被廣泛用於亞洲和歐洲的裝甲騎兵，其後又被使用於輕騎兵，特別是在東歐最為盛行。
至於古中國北方的遊牧民族（除金兵外）並不使用長槍，他們的戰術配置通常先由弓騎兵打帶跑地到敵人傷殘無力之後才由持彎刀的騎兵肉搏衝鋒。

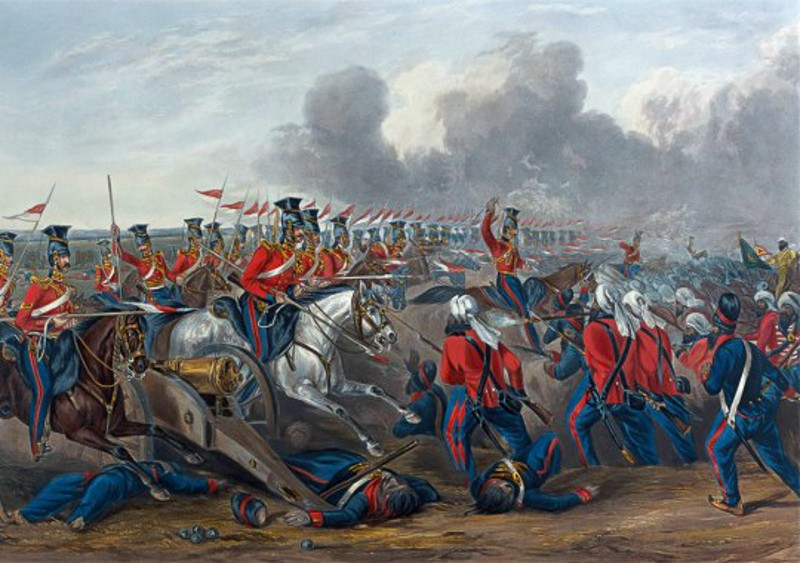
1846年第一次英國錫克戰爭時英國槍騎兵

## 17-19世纪
在这段时期，枪骑兵（在波兰及德国叫做烏蘭）在欧洲、奥斯曼和印度军队已经很常见。除了作为特例的奥斯曼军队，枪骑兵日渐摒弃了重型装甲以获得机动性。在欧洲，波兰的枪骑兵是最后放弃重型装甲的部队之一。枪骑兵在战场上的价值，在18-19世纪曾备受争议。然而拿破仑战争中却使用了大量的枪骑兵。在这场战争中，波兰人（不管是否自愿），频繁地被雇佣或征召到各国军队中，并且表现出色，其中最著名的单位是拿破仑的帝国卫队 (拿破仑一世)中的第1枪骑兵团。
在滑铁卢战役中，法国骑枪差不多有三米长，重达三千克，木柄末端装有金属枪头。根据历史学家Alessandro Barbero，这种骑枪非常有效。法兰西第一军团第四师的将军Durutte在Papelotte观阵后写道“我之前从来没有意识到骑枪比剑更加优越。”
在美国和墨西哥之间进行的洛杉矶攻城战中，一队加州枪骑兵短暂地收复这座城镇，赶走了一队美国海军陆战队员。
尽管在冲锋中有强大的威力，但枪骑兵在近距离混战中仍可能受到其他骑兵的攻击，在这种情况下，和灵活的军刀相比，骑枪被证明一种笨拙而不趁手的武器。到 19 世纪后期，欧洲和亚洲军队中的许多骑兵团的前排骑兵以骑枪作为主要武器，而后排骑兵仅武装军刀：骑枪用于最初的冲击，军刀用于随后的混战。